# 勢登健雄
勢登 健雄（せと たけお、1980年1月25日 - ）は、日本のお笑いタレント（ピン芸人）。石川県七尾市出身。マセキ芸能社所属。横浜国立大学教育人間学科卒業。既婚。本名は同じで、旧芸名はひらがな表記でせと たけお。

## 来歴・人物
元々は倉沢学、小島フェニックス、かあきじいんず、伊藤大輔とともに5人組の俳優として活動していた。その後、倉沢とともに2008年にお笑いコンビ「ツィンテル」を結成。
2015年12月14日に所属するマセキ芸能社主催のライブ『ライラックブルー』にてコンビ解散を発表。以降はピン芸人「せとたけお」として活動していたが、現在は本名に戻している。
2017年11月に自身のTwitterで入籍を発表。

## 出演
コンビ時代については、こちらを参照。

### テレビ番組
- 絶好調W（2016年4月5日 - 2018年9月12日、北陸放送） - MC
- 特捜警察ジャンポリス（2014年4月4日 - 2019年3月30日、テレビ東京） - 不定期
- 彩の国ニュースほっと（2016年4月2日 - 2017年3月24日、テレビ埼玉） - リポーター
- 魅力まるごと いまドキッ!埼玉（2017年4月1日 - 2018年3月17日、テレビ埼玉） - リポーター
- 第67回 金沢百万石まつり 生中継「森の都を人がゆく」（北陸放送）
- 准教授・高槻彰良の推察 Season2 第7話（2021年11月21日、WOWOW） - 相馬 役
- DCU 第2話（2022年1月23日、TBS） - 漁師 役
- 警視庁考察一課 第5話（2022年11月14日、テレビ東京） - 柏十四郎 役
- ブラッシュアップライフ 第1話・第3話・第6話（2023年1月8日・22日・2月12日、日本テレビ） - 玲奈の父親 役
- 花咲舞が黙ってない 第3シリーズ 第1話（2024年4月13日、日本テレビ） - 新庄 役[2]
- 光る君へ 第23話～第43話（2024年6月23日 - 11月10日、NHK）- 福丸 役[3]
- 嗤う淑女 第6話（2024年8月31日、東海テレビ・フジテレビ系） - 編集長 役[4]
- マイダイアリー 第8話・最終話（2024年12月15日-12月22日、朝日放送テレビ・テレビ朝日系） - 山根 役[5]
- ホットスポット 第1話・第7話（2025年1月12日・2月23日、日本テレビ） - 宮本拓実 役[6]
- イグナイト -法の無法者- 第10話（2025年6月20日、TBS） - バス会社社員 役[7]

### ラジオ番組
- MOVE(エフエム石川)
- げつきんワイド！おいね★どいね(2016年3月1日、MROラジオ)

### 映画
- ママ、ごはんまだ？(2017年)
- 親友がいない(2018年)

### DVD
- ランチタイム終わりました(2016年)
- クローゼット（2020年7月17日[8]、スパイスビジュアル） - 岡本太一 役

### 舞台
- 鯛プロジェクト第1回公演『十字架は眩しく笑う』(2017年)
- 金沢ムーラン・ルージュ(2018年)主演
- シベリア少女鉄道 vol.38『ギフト オア アライブ 〜ふれあい夏祭り〜』（2025年公演予定）[9]
- 戦場のガノン（2025年公演予定）[10]

### ライブ
- R-1ぐらんぷり
- せとたけおプレ単独ライブ『はめる』(2016年)
- せとたけお単独ライブ『イチニンSHOW～ファースト・インプレッション～』(2017年)
- 与座よしあき・せとたけおツーマンライブ『オムニバス男～冠婚葬祭～』(2017年)
- 鯛プロジェクト番外公演 極上コントLive(2017年)
- ケン・カトウとあたらしい5人(2017年)
- せとたけお芸歴10周年記念ライブ『せと十歳(せとととせ)』(2018年)

他 定期ライブ多数